# Dune: Part 2
Dune: Part 2 és una pel·lícula de ciència-ficció dirigida per Denis Villeneuve a partir d'un guió de Villeneuve, Jon Spaihts i Eric Roth. És una seqüela directa de la pel·lícula del 2021 i la segona d'una adaptació en dues parts de la novel·la Dune de 1965 de Frank Herbert; cobrirà la segona meitat del llibre. Timothée Chalamet, Rebecca Ferguson, Josh Brolin, Stellan Skarsgård, Dave Bautista, Stephen McKinley Henderson, Zendaya, Charlotte Rampling i Javier Bardem repeteixen els seus papers de la primera pel·lícula, amb Florence Pugh, Austin Butler, Christopher Walken, Léa Seydoux i Tim Blake Nelson que s'uneixen al repartiment.
S'estrenà als Estats Units l'1 de març de 2024. El 17 d'abril del mateix any es va anunciar el doblatge en català de la pel·lícula per a la plataforma Max.

## Premissa
La pel·lícula explorarà el viatge de Paul Atreides, que s'uneix a Chani i els Fremen. Busca venjança contra els conspiradors que van destruir la seua família. Sembla que s'enfronta a una tria entre l'amor de la seua vida i el destí de l'univers conegut; s'esforça per prevenir un futur terrible i pel que sembla és l'únic que el pot predir.

## Repartiment
- Timothée Chalamet com a Paul Atreides, el duc de la casa Atreides, que és anomenat "Muad'Dib" pels Fremen
- Rebecca Ferguson com a Lady Jessica, la mare Bene Gesserit de Paul i concubina del difunt pare de Paul, Leto
- Josh Brolin com a Gurney Halleck, el mestre d'armes de la casa Atreides i el mentor de Paul
- Stellan Skarsgård com el baró Vladimir Harkonnen, enemic jurat de Leto i antic administrador d'Arrakis
- Dave Bautista com a Glossu Rabban, el nebot brutal del baró Harkonnen
- Stephen McKinley Henderson com Thufir Hawat, un Mentat lleial a House Atreides
- Zendaya com a Chani, una jove Fremen i l'interés amorós de Paul
- Charlotte Rampling com a Gaius Helen Mohiam, una reverenda mare Bene Gesserit i la veritat de l'emperador
- Javier Bardem com a Stilgar, líder de la tribu Fremen a Sietch Tabr
- Florence Pugh com la princesa Irulan, la filla de l'emperador
- Austin Butler com a Feyd-Rautha, el nebot més jove del baró Harkonnen i successor previst a Arrakis
- Christopher Walken com Shaddam IV, l'emperador de la casa Corrino
- Léa Seydoux com Lady Margot, una Bene Gesserit i amiga íntima de l'emperador
- Souheila Yacoub com a Shishakli, una guerrera Fremen